# 854 Frostia
854 Frostia là một tiểu hành tinh ở vành đai chính. Nó được S. Beljavskij phát hiện ngày 3.4.1916 ở Simeiz (Krym, Ukraina), và được đặt theo tên Edwin Brant Frost, nhà thiên văn học người Mỹ.
Tháng 7 năm 2004 Raoul Behrend, Laurent Bernasconi, Alain Klotz và Russell I. Durkee đã phát hiện một vệ tinh, dựa trên các quan sát đường cong ánh sáng của nó, và đặt tên tạm là S/2004 (854) 1. Vệ tinh này có đường kính khoảng 10 km và di chuyển theo quỹ đạo cách Frostia khoảng 25 km trong 1,5713 ngày.